# Eros Bacciucchi
Eros Bacciucchi (1º gennaio 1937) è un artista italiano degli effetti speciali cinematografici.

## Biografia
Ha lavorato principalmente nei filone cinematografico spaghetti-western, con il quale ha acquistato una certa notorietà all'epoca. Dal 1962 al 1996 ha curato gli effetti speciali per circa 30 film. Fra le sue partecipazioni, ricordiamo i film del regista Sergio Leone, Per qualche dollaro in più (1965), Il buono, il brutto, il cattivo (1966) e C'era una volta il West (1968). Ha inoltre curato gli effetti speciali del film Il mio nome è Nessuno (1973) di Tonino Valerii.

## Filmografia

### Cinema
- Il dominatore dei 7 mari, regia di Rudolph Maté e Primo Zeglio (1962)
- Per qualche dollaro in più (1965)
- Il buono, il brutto, il cattivo (1966)
- 7 winchester per un massacro, regia di Enzo G. Castellari (1967)
- C'era una volta il West (1968)
- Il mio nome è Nessuno (1973)